# Joci Pápai
József Pápai, dit Joci Pápai,( né le 22 septembre 1981),est un chanteur et guitariste hongrois, appartenant à la minorité rom de Hongrie. Il représente son pays au Concours Eurovision de la chanson 2017 avec la chanson Origo, puis en 2019 avec la chanson Az én apám.

## Biographie
Le contact de Pápai à la musique se fait tôt grâce son plus grand frère, jouant de la guitare dès l'âge de 4 ans et écrivant également des chansons. Il est influencé par la musique des années 1960 et 1970, ainsi que par le rock, la pop, la soul et le R'n'B. Il est découvert par le public en 2005 lorsqu'il participe à la 2e édition de l'émission Megasztár diffusée sur TV2, où il est éliminé lors de l'étape de consolation. Il est alors interviewé par le magazine Blikk puis commence sa carrière en solo.
Son premier grand succès est le titre « Ne nézz így rám ». En 2006, il collabore avec le rappeur Majka en interprétant « Nélküled » et « Nekem ez jár », mais leur plus grand succès vient en 2015 avec la chanson « Mikor a test örexik ». Il réalise ensuite une chanson en collaboration avec Caramel et Zével Szabo intitulée « Elrejtett világ ». Sa dernière collaboration où il apparaît avec Majka, est la chanson pop-funk « Senki más ».
Le 8 décembre 2016, Pápai est annoncé comme l'un des 30 artistes participant à l'édition de 2017 de la sélection nationale hongroise (A Dal) pour le Concours Eurovision de la chanson 2017, avec la chanson en hongrois Origo. Il atteint la finale et remporte la compétition, ce qui lui permet de participer à la seconde demi-finale de l'Eurovision 2017, le 11 mai 2017 à Kiev, où il atteint la 2e place. Ce résultat lui permet de disputer la finale dont il finit 8e.
Participant à nouveau lors de A Dal 2019, il est sélectionné le 23 février 2019 pour représenter son pays une deuxième fois lors du Concours Eurovision de la chanson 2019 à Tel-Aviv en Israël avec sa chanson Az én apám. Il ne rencontre cependant pas le même succès qu'en 2017, terminant douzième de la demi-finale, ce qui est insuffisant pour se qualifier en finale.

## Discographie
- Ne nézz így rám
- Nélküled (avec Majka et Tyson)
- Rabolj el (2011)

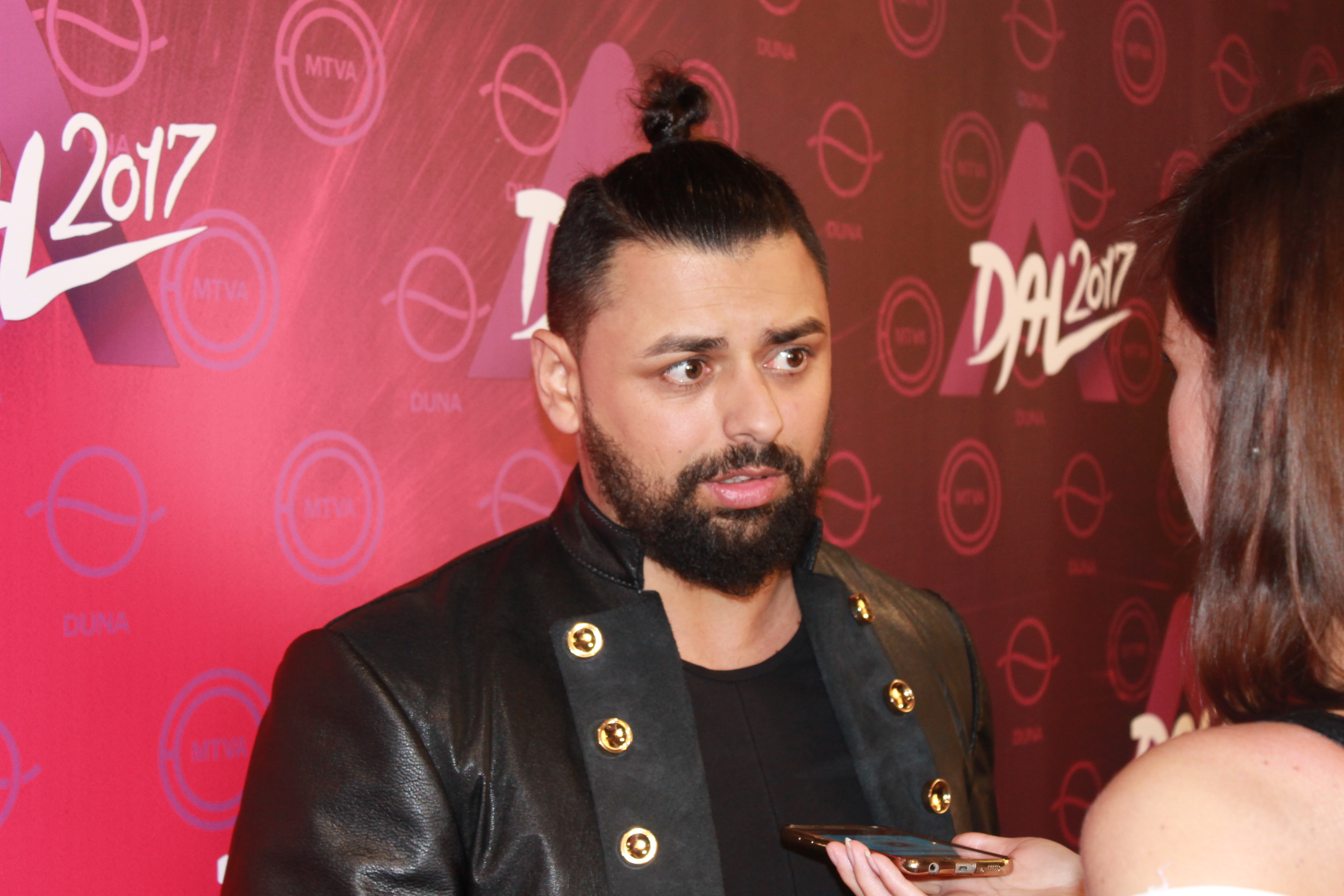
Joci Pápai, interviewé après la première demi-finale de A Dal 2017, le 10 février 2017

- Nekem ez jár (2013) (avec Majka, Curtis, et BLR)
- Mikor a test örexik (2015) (avec Majka)
- Elrejtett világ (2015) (avec Caramel et Zé Szabó)
- Senki más (2016) (avec Majka)
- Origo (2016)